# Jama Masjid (Delhi)

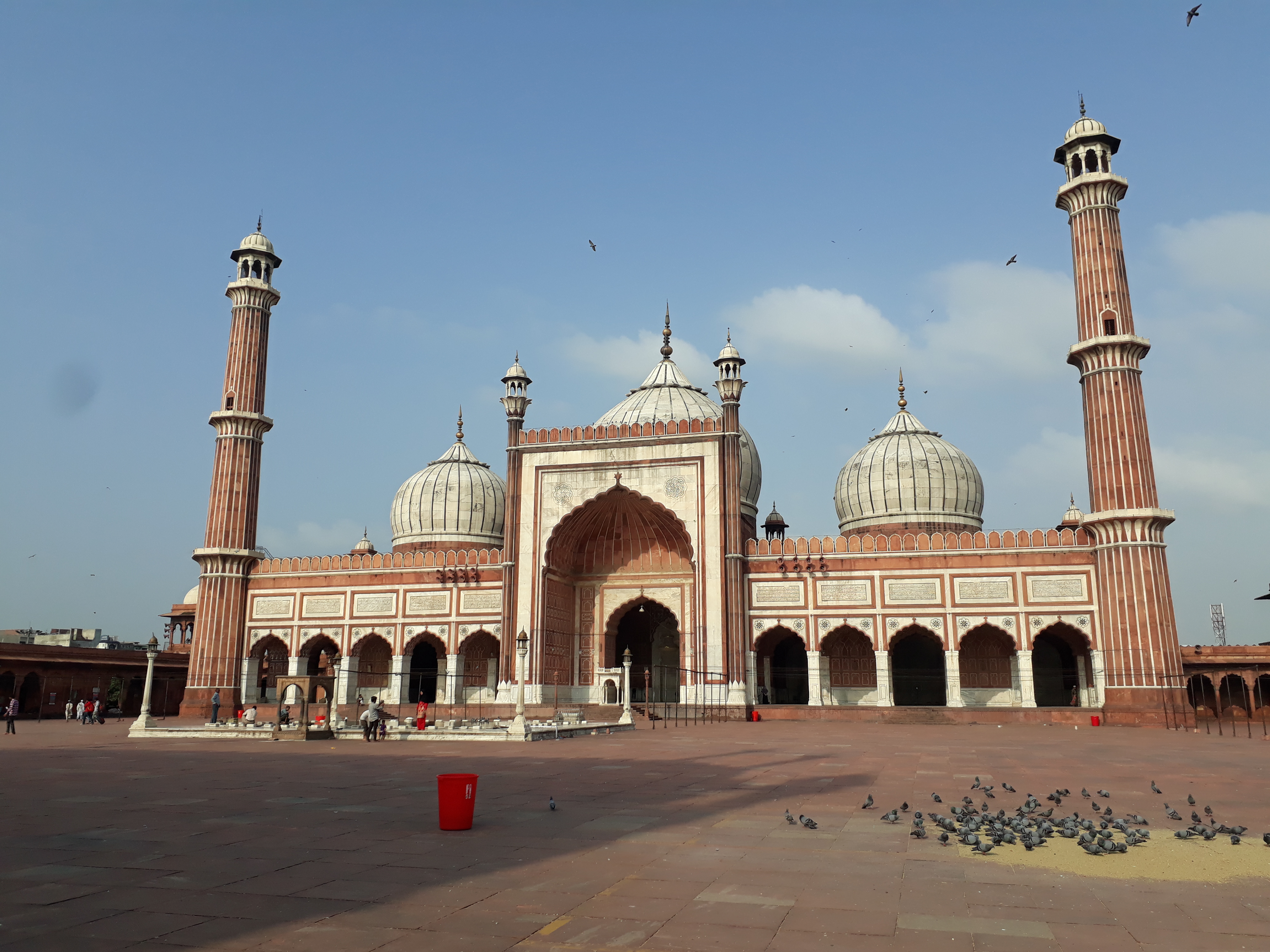
Vorderfront (Hofseite) der Jama Masjid in Delhi

Die Jama Masjid (auch Jami Masjid; Urdu جامع مسجد, in Devanagari: जामा मस्जिद, „Freitagsmoschee“), eigentlich Masjid-i Jahan Numa (persisch مسجد جهاں نما, DMG masǧid-i ǧahān-numā, ‚Moschee, die die Welt zeigt‘), in Delhi ist die größte Moschee Indiens und eine der größten der islamischen Welt.

## Lage
Die Moschee befindet sich auf einer stellenweise bis zu 9 m hohen Erhebung im Zentrum von Shahjahanabad, einem nach dem Großmogul Shah Jahan benannten Stadtteil Delhis. Sie ist nur ca. 400 m vom Roten Fort entfernt.

## Baugeschichte
Der Bau erfolgte auf Geheiß Shah Jahans zwischen 1650 und 1656 (nach anderen Quellen zwischen 1644 und 1658) unter der Aufsicht von Allami Said Khan und Fazl Khan; ca. 5.000 Handwerker waren daran beteiligt.

## Architektur

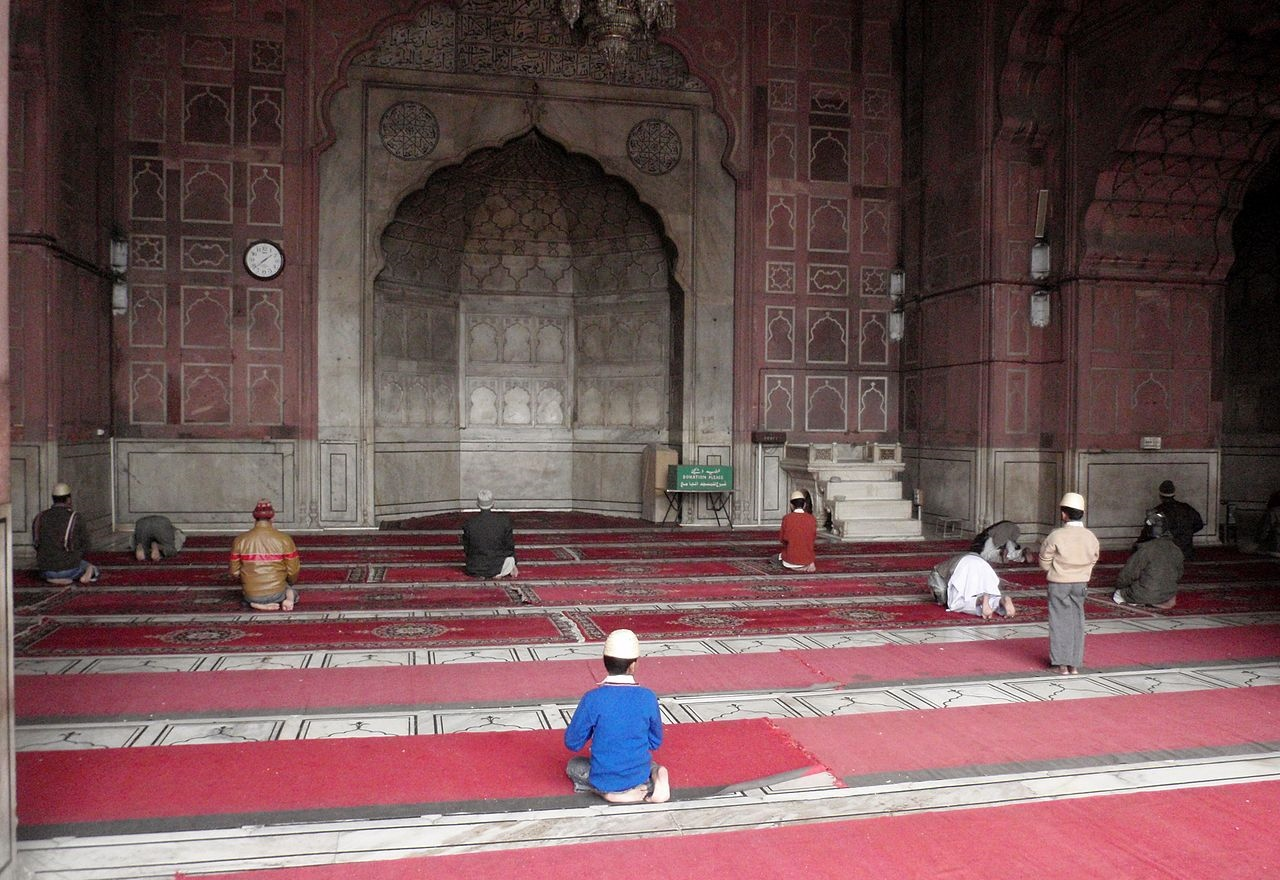
Qibla-Wand mit Mihrab-Nische und erhöhtem Sitz für den Imam

Die Jama Masjid erhebt sich an der Westseite eines ummauerten Hofes, der über von drei Seiten aufsteigende Freitreppen und drei doppelstöckige Torbauten zugänglich ist. Der Baukern besteht aus vor Ort gebrannten Ziegelsteinen, die im Wesentlichen mit roten Sandsteinplatten aus Rajasthan verkleidet wurden. Die Fassade ist zum Teil mit weißem Marmor verkleidet, in den persische Inschriften eingelassen sind. Das östliche und größte Tor war früher dem Mogulkaiser vorbehalten. Drei weiße, mit senkrechten schwarzen Streifen versehene Zwiebelkuppeln, deren mittlere die anderen überragt, schließen die Moschee ab. Auch die Kuppeln bestehen aus weißem Marmor, die Streifen aus schwarzem Marmor. Die Qibla-Wand mit der Gebetsnische (mihrab) der von 260 Säulen gestützten Gebetshalle ist nach Mekka im Westen ausgerichtet. 
Auf dem annähernd quadratischen Hof (sahn) mit Seitenlängen von jeweils etwa 90 m finden mehr als 25.000 Gläubige Platz; er ist von seitlichen Arkaden (riwaqs) gesäumt. In seiner Mitte befindet sich ein Wasserbecken für die im Koran vorgeschriebene Reinigung (wudū')vor dem Gebet.
Die Vorderfront der Moschee ist vollkommen symmetrisch gestaltet – an das hohe mittige iwan-artige Portal (pischtak) schließen sich beiderseits je fünf Arkaden an, an deren Ende jeweils ein ca. 40 m hohes Minarett aufragt. Jedes der beiden Minarette krönt ein zwölfseitiger, offener Miniaturpavillon (chhatri). Das Portal wird an den Ecken von einer Kombination aus Guldastas (Lotosknospen) und Miniaturpavillons (guldasta chhatri) bekrönt.